# Adieu (Rammstein)
Adieu è un singolo del gruppo musicale tedesco Rammstein, pubblicato il 25 novembre 2022 come quinto estratto dall'ottavo album in studio Zeit.

## Descrizione
Si tratta del brano conclusivo del disco e descrive la chiusura del tempo terreno, nel momento perfetto della morte. Una parte della critica specializzata ha affermato che il messaggio lasciato nel testo rappresenti anche una sorta di addio dei Rammstein dalla scena musicale, lasciando intendere che Zeit sia la loro ultima pubblicazione, come indicato dalle frasi pronunciate dal frontman Till Lindemann nel ritornello. Dal punto di vista musicale Adieu è un brano cupo che si caratterizza per un'introduzione di tastiere e sintetizzatori che sfocia in un ritornello energico nel pieno stile di una power ballad.
Il singolo è stato commercializzato sia in edizione fisica (su CD e 10") che digitale e presenta al suo interno due remix, il cui primo è stato curato dal chitarrista Richard Kruspe.

## Video musicale
Un'anteprima del video è stata diffusa dal gruppo il 21 novembre, venendo poi distribuito tre giorni più tardi. Girato a Parigi nel mese di maggio, il filmato è stato diretto da Specter Berlin (con il quale i Rammstein avevano avuto modo di collaborare a quello di Deutschland) ed è di carattere fantascientifico e distopico e si apre con il sestetto che irrompe in un museo facendo fuoco sulla sorveglianza, per poi passare ad ulteriori scene surreali.

## Tracce
CD, 10", streaming
1. Adieu – 4:38
2. Adieu (RMX by Richard Z. Kruspe) – 4:42
3. Adieu (RMX by Andrea Marino) – 4:04

Download digitale – Remixes
1. Adieu (RMX by Richard Z. Kruspe) – 4:40
2. Adieu (RMX by Andrea Marino) – 4:04

## Formazione
Gruppo
- Christoph Doom Schneider – batteria
- Oliver Riedel – basso
- Doktor Christian Lorenz – tastiera
- Paul Landers – chitarra
- Richard Z. Kruspe – chitarra
- Till Lindemann – voce

Altri musicisti
- Sven Helbig – arrangiamento del coro
- Konzertchoir Dresden – coro
- Friedemann Schulz – direzione del coro

Produzione
- Olsen Involtini – produzione, registrazione, missaggio
- Rammstein – produzione
- Florian Ammon – montaggio Pro Tools e Logic, ingegneria del suono, produzione aggiuntiva
- Daniel Cayotte – assistenza tecnica
- Sky Van Hoff – registrazione, montaggio e produzione aggiuntiva parti di chitarra
- Jens Dressen – mastering
- Martin Fischer – registrazione coro

## Classifiche
| Classifica (2022) | Posizione massima |
| ----------------- | ----------------- |
| Austria           | 48                |
| Germania          | 13                |
| Svizzera          | 56                |